# Glutathion
Glutathion (afgekort tot GSH, met de G van glutathion, de SH voor de vrije thiolgroep), ook aangeduid als γ-L-glutamyl-L-cysteinylglycine, is een tripeptide dat is opgebouwd uit de aminozuren cysteïne, glycine en glutaminezuur. Glutathion komt bijna in alle cellen in een hoge concentratie voor en behoort tot de belangrijkste antioxidanten in het lichaam. Tegelijkertijd is de stof een reservevoorraad voor cysteïne.
Hoewel GSH als tripeptide benoemd wordt, is het wel een bijzondere variant: glutaminezuur is met de carboxygroep uit diens zijketen aan cysteïne gekoppeld.
Toen Frederick Gowland Hopkins in 1921 een cysteïnebevattend peptide in gist en dierlijke cellen beschreef en het glutathion noemde, dacht men aanvankelijk dat het om γ-glutamylcysteïne ging. Later rees het vermoeden van de tripeptidestructuur, maar pas in 1935 konden Harington en Mead door GSH volledig te synthetiseren die structuur bevestigen.

## Biosynthese
Glutathion is voor mensen geen essentieel nutriënt, omdat het kan worden aangemaakt uit de aminozuren glutaminezuur (Glu), cysteïne (CysH) en glycine (Gly). Daarbij is het gehalte aan intracellulair cysteïne de bepalende factor voor de uiteindelijke hoeveelheid intracellulair glutathion.
De biosynthese van glutathion vindt plaats in twee stappen, waarbij naast magnesium ook ATP voor de energievoorziening nodig is. (Het schema staat onderaan de pagina.)
- Uit glutaminezuur en cysteïne wordt γ-glutamylcysteïne gemaakt via het enzym glutamaatcysteïneligase (GCL, ook γ-glutamylcysteïnesynthetase). Deze reactie is de snelheidsbeperkende stap in de glutathionsynthese. Bij deze reactie ontstaat een isopeptidebinding tussen de γ-carboxylgroepen van de glutaminezuurrest met de aminogroep van de cysteïnerest.
- Met behulp van het enzym glutathionsynthase wordt glycine aan het terminale koolstofatoom vastgemaakt.

Alle cellen van het menselijke lichaam kunnen GSH aanmaken. Daarbij is de biosynthese van deze stof in de lever essentieel: muizen met een verstoorde glutathionproduktie in de lever sterven binnen een maand na de geboorte.
Slechts enkele bacteriën kunnen de stof ook zelf aanmaken, zoals de cyanobacteriën en proteobacteriën. De meeste eukaryoten kunnen GSH-aanmaken, maar de Entamoeba en Giardia echter niet. Van de Archaea kunnen alleen de Halobacteriën GSH zelf aanmaken.

## Functies

Structuurformule van de geoxideerde vorm van glutathion: GSSG.

### Antioxidant
In gereduceerde vorm (GSH) is glutathion een van de krachtigste lichaamseigen antioxidanten. GSH helpt om cellulaire macromoleculen zoals proteïnen en membraanlipiden tegen „vrije radicalen“ (reactieve zuurstofdeeltjes) te beschermen. Reactieve zuurstofdeeltjes (zoals zuurstofradicalen of waterstofperoxide) worden voortdurend in het lichaam gevormd als bijproducten van de oxidatieve ademhaling of als een gevolg van stress, uv-straling etc. Deze zijn een vrij groot gevaar voor talrijke celbestanddelen.
Gereduceerd glutathion (GSH) heeft een vrije thiolgroep en kan zo via reductie elektronen op de reactieve zuurstofdeeltjes overdragen, waarbij ze onschadelijk gemaakt worden. Daarbij wordt glutathion geoxideerd en gaat van zijn monomere vorm GSH over in het dimeer GSSG. Door het enzym glutathionreductase kunnen met verbruik van NADPH weer twee gereduceerde GSH moleculen gevormd worden.
Het redoxpotentiaal van GSH is −240 mV. In gezonde cellen en weefsels komt meer dan 90% van de totale hoeveelheid glutathione voor in de gereduceerde vorm (GSH) en minder dan 10% in de disulfide vorm (GSSG). Een verhoging van de GSSG-naar-GSH-verhouding is een aanwijzing voor oxidatieve stress.

### Detoxificatie
GSH speelt een belangrijke rol in fase II bij de uitscheiding (biotransformatie) van schadelijke stoffen zoals zware metalen of pesticiden, alcohol evenals reactieve afbraakproducten die tijdens de fase I van het detoxificatieproces kunnen ontstaan. GSH maakt deze stoffen via (enzymatische of niet-enzymatische) conjugatie beter in water oplosbaar, waardoor ze gemakkelijker uitgescheiden kunnen worden via urine of gal. Daarbij katalyseert de meestal in het cytosol voorkomende glutathion-S-transferase de reactie van GSH met elektrofiele koolstof. Daarbij kunnen halogeen-, sulfaat-, sulfonaat-, fosfaat- en nitrogroepen door glutathion gesubstitueerd worden. Vervolgens kan GSH aan geactiveerde dubbelbindingen geaddeerd worden en reactieve epoxide ringen openen. De toxificerende (giftige) werking omvat de activering van vicinale dihaloalkanen onder vorming van een sterk reactieve episulfoniumring, alsook een door β-Lyase mogelijk gemaakte verandering van het GSH-conjugaat in de nieren tot reactieve verbindingen.

### Cysteïnereserve
GSH is een reservevoorraad voor cysteïne. Een constante aanwezigheid van cysteïne is onontbeerlijk voor de eiwitsynthese. Cysteïne wordt echter in een aerobe omgeving door oxidatie voortdurend, irreversibel (onomkeerbaar) omgezet in cysteïnesulfinzuur en -sulfonzuur. Ook wordt het voor de synthese van taurine gebruikt. In het menselijke bloedplasma zit ongeveer 3 gram cysteïne in de vorm van GSH, hetgeen voldoende is voor drie dagen.

### Overige functies
- In planten, nematoden, algen en schimmels dient glutathion ook als substraat voor de synthese van fytochelatinen, die evenals metallothioneïne een belangrijke rol spelen bij de chelatie van zware metalen.
- Glutathion is eveneens betrokken bij het transport van aminozuren in het lichaam.
- Ook is glutathion nodig bij de synthese van bepaalde leukotriënen (peptidoleukotriënen).

## Voedingssupplement
Op grond van de antioxidatieve werking wordt glutathion ook als voedingsadditief en als voedingssupplement verkocht.
Tot voor kort werd er algemeen van uitgegaan dat glutathion tot individuele aminozuren afgebroken wordt in het maag-darmkanaal om later in de lichaamscellen weer aangemaakt te worden uit haar componenten. Deze route zal deels plaatsvinden, echter het is aantoonbaar van minder belang dan het directe GSH absorptieproces. Exogeen toegediend glutathion wordt namelijk ook direct geabsorbeerd en geïncorporeerd in de epitheelcellen,. waardoor het intracellulaire antioxidatieve defensiemechanisme van onze epitheelcellen wordt verbeterd. Het glutathiontransportsysteem in de darm is zowel Na+ als Ca++ afhankelijk.
Glutathion werd gemengd met anthocyanen onder de naam Recancostat comp. midden jaren negentig van de twintigste eeuw ter voorkoming van kanker verkocht. Het was echter een omstreden middel.

## Lichaamsvoorraden
Vrijwel alle lichaamscellen bevatten glutathion, maar de hoogste concentratie wordt gevonden in de levercellen.
Boven de leeftijd van 40 jaar nemen de glutathionspiegels in het lichaam af. Vanaf die leeftijd kan soms een afname tot 20 à 30% van de klinisch aanvaardbare hoeveelheid worden waargenomen. Bij chronisch zieken kan ook een duidelijke afname van de glutathionspiegel worden geconstateerd.
Toxinen in het algemeen en kwik in het bijzonder zijn in staat om het intracellulaire glutathion volledig uit te putten door (over)activatie van cellulaire ontgiftingssystemen.
Glutathionproduktie kan in de lever gestimuleerd worden door inname van acetylcysteïne (als cysteïnedonor).

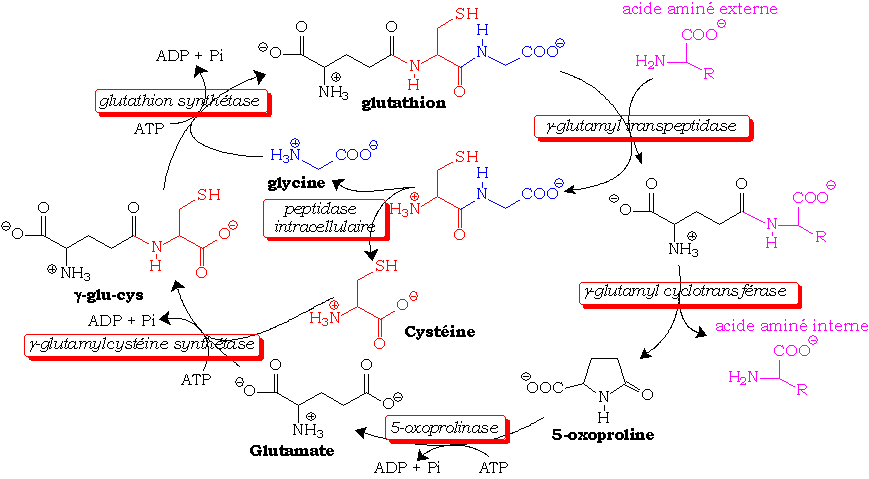
Synthese en afbraak van glutathion